# Comme vous (album de Michel Delpech)
Pour les articles homonymes, voir Comme vous.
Albums de Michel Delpech
Cadeau de Noël
(2000) Michel Delpech &...
(2006)
Comme vous est le onzième album studio de Michel Delpech, sorti en 2004.

## Liste des titres
| No  | Titre                                                   | Durée |
| --- | ------------------------------------------------------- | ----- |
| 1.  | Fuir au soleil                                          |       |
| 2.  | Petite France (aussi créditée sous le titre Petit Pays) |       |
| 3.  | Nicholson & co. (aussi créditée sous le titre Jaloux)   |       |
| 4.  | Cet homme est seul                                      |       |
| 5.  | Sortie de couples (avec Paul et Bérangère)              |       |
| 6.  | Comme vous                                              |       |
| 7.  | Ce soir au cirque                                       |       |
| 8.  | La Course du voyageur                                   |       |
| 9.  | Elle ne passera pas un hiver de plus ici                |       |
| 10. | Y a-t-il une fille pour l'épouser ?                     |       |
| 11. | Dans chatou qui dort                                    |       |
| 12. | Solidaire de mes frères                                 |       |